# Coll de Cabra (Cabra del Camp)
El Coll de Cabra és un coll de carretera del terme municipal de Cabra del Camp, de la comarca de l'Alt Camp.
Es troba a 471 metres d'altitud, just al sud-est del poble de Cabra del Camp, en el pas entre la Serra de Jordà (al sud-oest) i la Serra Voltorera, on hi ha situat el poble esmentat. L'autopista actualment passa just per damunt del coll, en un espectacular viaducte que deixa sota seu les cases del poble.